# Пряный посол

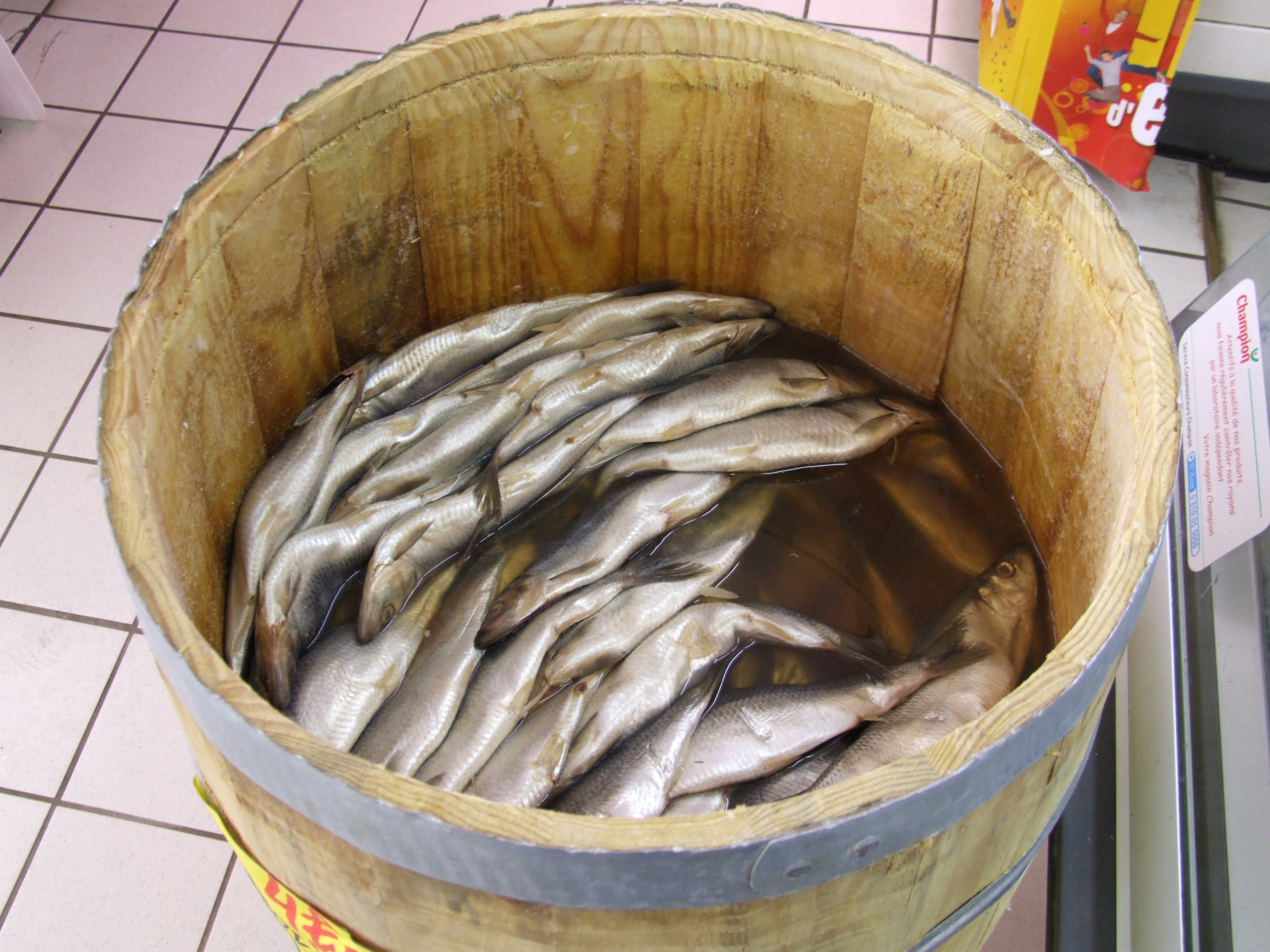
Бочка с солёной сельдью

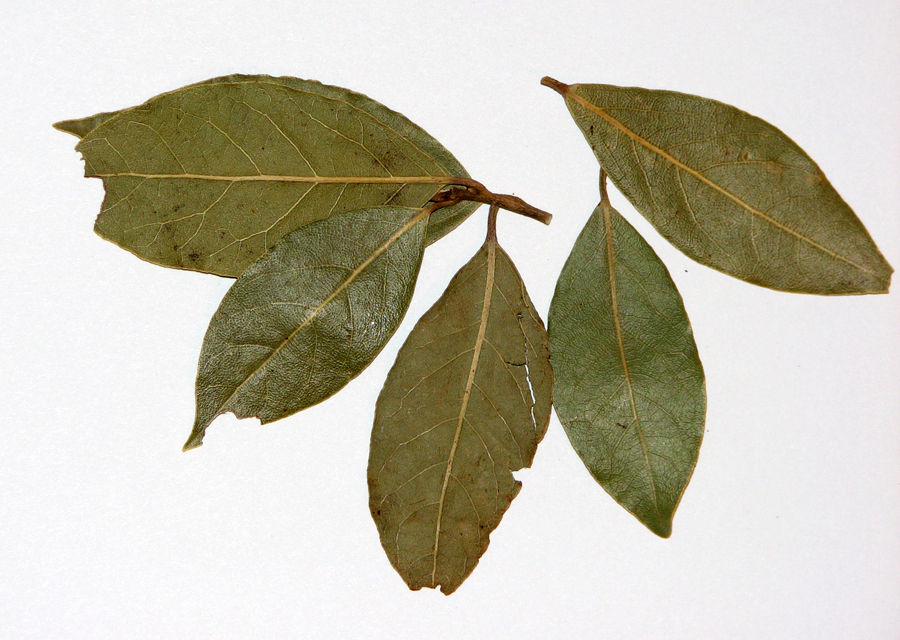
Лавровый лист на пряный посол предварительно обваривают кипятком и кладут в равном количестве на дно бочки и верхний ряд рыбы

Пряный посол — процесс обработки рыбы смесью сухой соли, сахара и пряностей. При пряном посоле некоторое количество сахара и пряностей проникают в ткани рыбы и придают продукту специфический острый вкус и приятный аромат.
По содержанию соли сельдь пряного посола бывает слабосолёной (с содержанием соли в мясе 6—9 %) и среднесолёной (9—12 %). Содержание соли у анчоусных и мелких сельдевых рыб допускается от 8 до 12 %. Дозировка соли для приготовления пряной продукции небольшая, поэтому вследствие её слабого консервирующего действия добавляется антисептик — бензойнокислый натрий. Рыбу пряного посола приготовляют из рыбы-сырца и солёного полуфабриката. На пряный посол направляют сырьё, способное хорошо созревать в солёном виде, имеющее достаточно высокую жирность и легко спадающую чешую: хамсу, салаку, кильку, анчоус, сельдь, ряпушку.
Количество сахара для создания пикантного сладковатого привкуса пряной продукции колеблется от 0,3 до 10,0 %. Роль сахара при посоле рыбы в полной мере не изучена: по-видимому, при незначительной концентрации соли в тузлуке и тканях, он обусловливает более интенсивное накопление ароматообразующих соединений и способствует улучшению консистенции мяса. Наиболее типичные пряности для такого посола — душистый и чёрный перец, гвоздика, лавровый лист.
При бочковом пряном посоле соль предварительно смешивают с сахаром и пряностями в смесительных приборах, вращающихся барабанах или каскадных мешалках. Полученной смесью пересыпают рыбу, укладываемую ровными плотными перекрещивающимися рядами (нижний ряд брюшком вниз, последующие — брюшком вверх) в бочки ёмкостью 50—100 литров. После осадки бочки дополняют рыбой и укупоривают для созревания при температуре 0 °C. При недостатке образовавшегося в бочках тузлука рыбу заливают через шкантовые отверстия бочек дополнительно подготовленным пряным раствором соли. При переупаковке рыбы пряного бочкового посола в банки пряности обычно удаляют.
При посоле в банках промытую, рассортированную по размеру рыбу, пересыпанную солью и пряностями, оставляют в банках открытой не меньше чем на 12 часов для осадки и последующей укупорки на закаточных машинах. После закатки поверхность банки очищают, протирают сухой тряпкой, смазывают вазелином и направляют в соответствующее помещение для дальнейшего просаливания.
Рыба пряного посола созревает примерно за месяц. Готовую продукцию хранят при температуре −3—5 °C. Рыба пряного посола поступает в продажу в бочках, жестяных и стеклянных банках. Срок реализации пряной продукции составляет 6—8 месяцев.